# Митрохинова архива
Термин Митрохинова архива се односи на збирку рукописних белешки о тајним операцијама КГБ-а које обухватају период између тридесетих и осамдесетих година прошлог века, а које су састављене од стране архивисте КГБ-а Василија Митрохина. Белешке и информације је поделио са британском обавештајном службом почетком деведесетих. Митрохин, који је радио у седишту КГБ-а у Москви од 1956. до 1985. године, прво је понудио свој материјал Централној обавештајној агенцији САД (ЦИА) у Летонији, али су они та документа одбили као могуће фалсификате. Након тога, обратио се британској служби МИ6, која је организовала његово бекство из Русије.
Митрохин је тајно правио своје рукописне белешке преписујући архивска документа у периоду између 1972. и 1984. године, када је надгледао пресељење архиве Одељења за спољну обавештајну службу Прве главне управе КГБ-а из зграде Лубјанка у њихово ново седиште у Јасењеву. Када је пребегао у Уједињено Краљевство 1992. године, понео је архиву са собом, у шест пуних ковчега. О његовом бекству се ништа званично није знало све до 1999. године.
Званични историчар МИ5, Кристофер Ендрју, написао је две књиге, „Мач и штит“ (1999) и „Свет је ишао нашим путем: КГБ и битка за Трећи свет“ (2005), засноване на материјалу из Митрохинове архиве. Књиге пружају детаље о многим тајним обавештајним операцијама Совјетског Савеза широм света. Такође пружају специфичне податке о Гају Бурџесу, британском дипломати који је имао релативно краткоу каријеру у МИ6, за кога се каже да је често био под утицајем алкохола; архива показује да је КГБ-у предао најмање 389 строго поверљивих докумената у првих шест месеци 1945. године, заједно са додатних 168 у децембру 1949. године.
Коришћење Митрохинове архиве није без ризика јер ови документи садрже само његове рукописне белешке, а оригинални документи или фотокопије никада нису били доступни за анализу ових белешки. Многи научници и дан данас остају скептични у погледу дефинисања контекста и аутентичности белешки.

## Порекло белешки
Василиј Никитич Митрохин је првобитно започео своју каријеру у Првој главној управи КГБ-а (Страна шпијунажа) у одељењу за тајне операције. Након Тајног говора који је одржао Никита Хрушчов у фебруару 1956. године, а у којем је осудио претходни режим Јосифа Стаљина, Митрохин је постао критичан према постојећем систему КГБ-а и премештен је из Оперативне службе у Архив.
Током година, Митрохин је постајао све више разочаран совјетским системом, посебно након прича о борбама дисидената и инвазији на Чехословачку 1968. године, што га је навело на доношење закључка да совјетски систем није способан за реформу.
Крајем 1960-их, седиште КГБ-а у згради Лубјанка у центру Москве постајало је све пренасељеније, а председник КГБ-а, Јуриј Андропов је у међувремену одобрио изградњу нове зграде на периферији Москве у Јасењеву, која је требало да постане ново седиште Прве главне управе и свих страних операција.
Митрохину, који је у то време био начелник одељења за архиве, директор Прве дирекције, Владимир Крјучков, задао је задатак да изврши каталогизацију докумената и надгледа њихов уредан пренос у ново седиште. Пренос огромне архиве је на крају трајао преко 12 година. Започет је 1972. а завршен 1984. године.
Без знања Крјучкова и КГБ-а, док је каталогизовао документа, Митрохин је такође тајно ручно преписивао документа, правећи изузетно детаљне белешке, које је прокријумчарио у своју дачу на селу и стављао испод подних дасака. Митрохин се пензионисао из КГБ-а 1985. године, одмах након што је селидба завршена.
Током совјетске ере није покушао да контактира било коју западну обавештајну службу, али одмах након распада Совјетског Савеза 1991. године одлази у Летонију са копијама материјала из своје архиве и са њима је ушао у америчку амбасаду у Риги. Службеници Централне обавештајне агенције стационирани тамо нису га сматрали кредибилним извором инфирмација, закључивши да су копирани документи могли бити фалсификовани.
Затим је отишао у британску амбасаду, где је један млади дипломата видео његов потенцијал. Након још једног састанка месец дана касније са представницима МИ6 који су долетели из Велике Британије, уследиле су операције проналажења 25.000 страница докумената скривених у његовој сеоској кући, који су садржали детаље о операцијама КГБ-а у иностранству још од 1930-их.